# Prasanth Nair
Prasanth Balakrishnan Nair (Thiruvazhiyad — 26 de agosto de 1978) é um piloto de teste da Força Aérea Indiana. Nair é um dos quatro candidatos a astronauta do Programa Indiano de Voo Espacial Tripulado (Gaganyaan).

## Carreira

### Força Aérea
Prashanth ingressou na Academia de Defesa Nacional (NDA) enquanto era estudante na Faculdade de Engenharia NSS, Palakkad. Ele recebeu a Espada de Honra na Academia da Força Aérea.

### Carreira espacial
Nair foi incluído no processo de seleção de astronautas em 2019, pelo Instituto de Medicina Aeroespacial (IAM), uma organização subordinada à Força Aérea Indiana. Mais tarde, ele foi selecionado entre os quatro finalistas pelo IAM e ISRO. Em 2020, foi à Rússia para treinamento básico com outros três astronautas selecionados. O treinamento básico foi concluído em 2021. Ele então retornou à Índia e passou a treinar no Centro de Treinamento de Astronautas em Bangalore.
Ele foi anunciado oficialmente como membro da equipe de astronautas no dia 27 de fevereiro de 2024, quando o primeiro-ministro Narendra Modi anunciou os nomes dos membros da equipe de astronautas para a primeira missão espacial da Índia no Centro Espacial Vikram Sarabhai da ISRO em Thiruvananthapuram.
No dia 2 de agosto de 2024, foi anunciado como membro reserva da Axiom Mission 4.

## Vida pessoal
Em 27 de fevereiro de 2024, foi anunciado que Nair se casou com a atriz de cinema Malayalam Lena no dia 17 de janeiro de 2024.